# Nazionale maschile under 15 di baseball della Lituania
La nazionale maschile under 15 di baseball lituana rappresenta la Lituania nelle competizioni internazionali di età non superiore ai quindici anni.

## Piazzamenti

### Europei
- 1992 :  3°